# Saint-Bernard, Ain
Saint-Bernard là một xã ở tỉnh Ain, vùng Auvergne-Rhône-Alpes thuộc miền đông nước Pháp.